# Lion Feuchtwanger

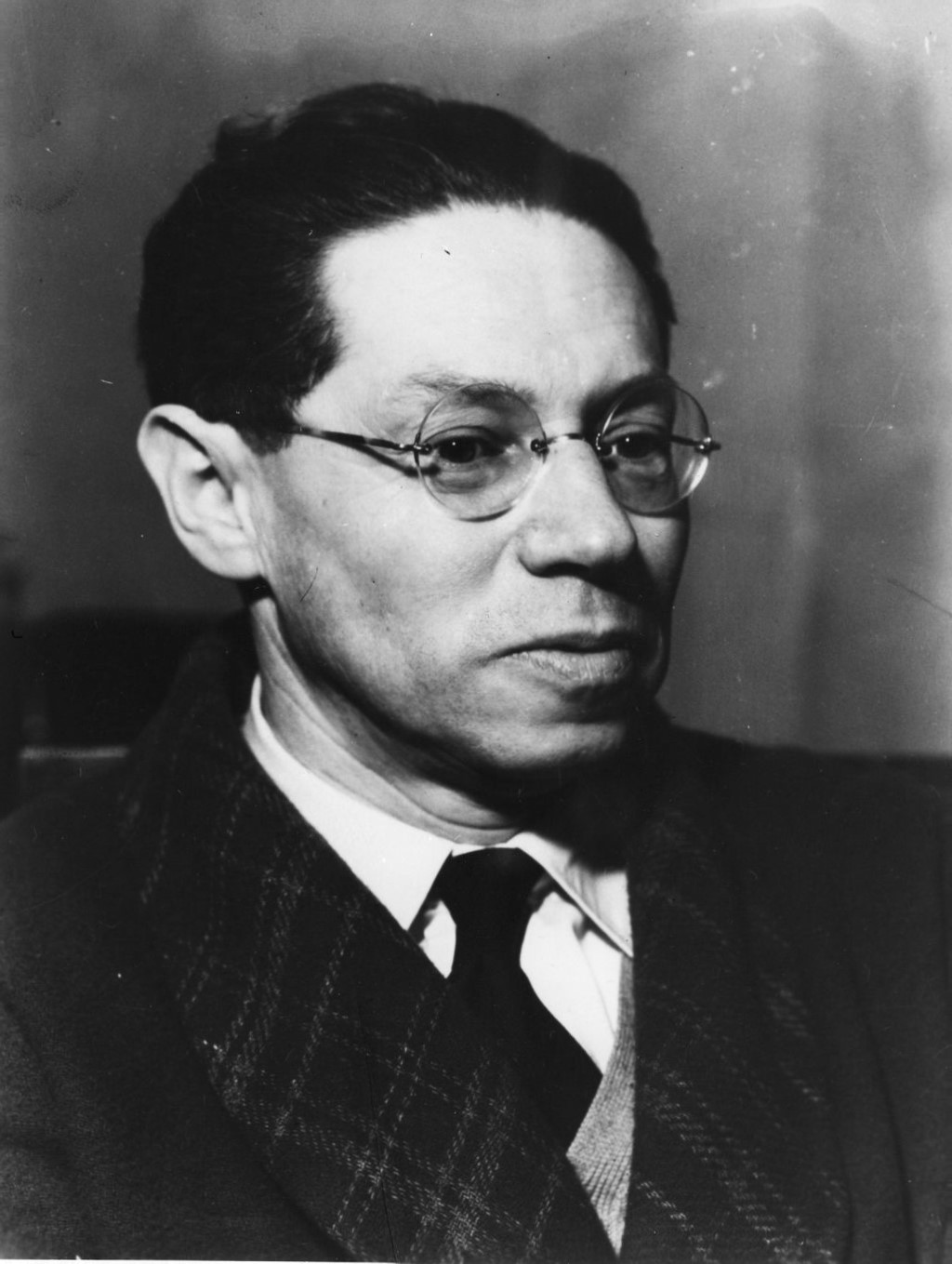
Lion Feuchtwanger (1933)

Lion Feuchtwanger (geboren am 7. Juli 1884 in München; gestorben am 21. Dezember 1958 in Los Angeles) war ein deutscher Schriftsteller.
Feuchtwanger entstammte einer ebenso großbürgerlichen wie frommen jüdischen Familie. Er wurde 1907 im Fach Germanistik promoviert und war vorerst als Journalist tätig. Nach seinem schriftstellerischen Debüt als Dramatiker verfasste er mehrere Prosawerke, sollte jedoch erst mit seinem 1918er Revolutionsroman Thomas Wendt einen Verleger finden. Mit dem darauffolgenden historischen Roman Jud Süß gelang ihm 1925 der Durchbruch als Erzähler. 1930 erschien der erste Band der Wartesaal-Trilogie Erfolg. Der Roman gilt wegen seiner satirischen Darstellung der Großstadt München, der versierten Beobachtung der politischen Gegenwart und der genauen Darstellung der zahlreichen Milieus als eines der stärksten Werke des Autors. 1932 erschien der erste Band seiner Josephus-Trilogie, an dem er bereits seit den 20er Jahren schrieb. Feuchtwanger zählte fortan in der Weimarer Republik zu den einflussreichsten Persönlichkeiten im Literaturbetrieb.
Die folgenden Werke der Wartesaal-Trilogie Die Geschwister Oppermann und Exil – Feuchtwanger musste als Jude vor den Nationalsozialisten flüchten – wurden als Vorgeschichte zur deutschen Gegenwart gesehen und entwickelten sich zu Bestsellern. Sie machten Feuchtwanger auch in der englischsprachigen Welt populär. Ende 1936 bis Anfang Februar 1937 hielt er sich in Moskau auf und verfasste den berühmt-berüchtigten Report Moskau 1937, einen unkritischen Reisebericht über seinen Aufenthalt im stalinistischen Russland, was ihm eine scharfe Kritik seitens vieler Schriftstellerkollegen einbrachte.
1941 emigrierte er in die Vereinigten Staaten und gehörte nicht zuletzt aufgrund seiner Tantiemen zu den wenigen Exilautoren, die einen gehobenen Lebensstil pflegen konnten. Mit den folgenden Werken, darunter dem letzten Band seiner Josephus-Trilogie oder Die Füchse im Weinberg, konnte er jedoch literarisch nicht mehr an die Qualität seiner Werke aus der Weimarer Republik anschließen. Erst mit seinem Spätwerk, besonders Goya oder der arge Weg der Erkenntnis und Die Jüdin von Toledo, veröffentlicht 1955, gelang es Feuchtwanger, erneut an sein frühes Schaffen anzuknüpfen, womit er sich als einer der bedeutendsten deutschsprachigen Autoren des historischen Romans neben Heinrich Mann und Franz Werfel behauptet, welche das Genre zur politischen Aufklärung gebrauchten und historisierende Darstellung mit Zeitkritik verbanden. Feuchtwanger gilt heute als einer der meistgelesenen deutschsprachigen Autoren des 20. Jahrhunderts. Das Werk hatte Einfluss auf zeitgenössische Dramatiker wie Bertolt Brecht.

## Leben

### Herkunft und Ausbildung
Lion Feuchtwanger wuchs als Sohn des begüterten jüdisch-orthodoxen Margarinefabrikanten Sigmund Aaron Meir Feuchtwanger und von dessen Ehefrau Johanna, geb. Bodenheimer, auf. Er war der Bruder des Juristen Ludwig Feuchtwanger und des Journalisten und Schriftstellers Martin Feuchtwanger. Über Lions Mutter ist nur wenig bekannt; er beschrieb sie als streng, engherzig, von kleinstädtischer Herkunft, pedantisch über die häusliche Ordnung wachend.
Lions schulische Karriere begann mit sechs Jahren auf der Volksschule St. Anna im Münchner Lehel. Anschließend besuchte er das konservative Wilhelmsgymnasium. Lion beschrieb seine Ausbildung als „pedantisch und nüchtern, ohne Sport, konservativ und patriotisch; ohne Zusammenhang mit dem realen Leben“. Zu seinen schulischen Aktivitäten kam noch das tägliche, mindestens eine Stunde dauernde Studium der hebräischen Bibel und des aramäischen Talmuds unter der Leitung eines Privatlehrers, meistens um fünf Uhr morgens.
Schon früh unternahm Lion Feuchtwanger erste Versuche als Schriftsteller, die ihm bereits als Schüler einen Preis einbrachten. 1903 schloss er die Schule mit dem Abitur am humanistischen Wilhelmsgymnasium München ab. Danach studierte er Geschichte, Philosophie und Deutsche Philologie in München und Berlin, wobei er sich stark vom Elternhaus löste. Er promovierte 1907 bei Franz Muncker über Heinrich Heines Erzählung Der Rabbi von Bacharach. Von einer Habilitation nahm er aufgrund der Beschränkungen für Juden Abstand.

### Tätigkeiten in Deutschland bis 1933
Feuchtwanger gründete 1908 seine eigene Kulturzeitschrift Der Spiegel, dessen erste Ausgabe am 30. April erschien. Nach 15 Nummern und sechs Monaten fusionierte sie jedoch auf Grund finanzieller Probleme mit der von Siegfried Jacobsohn herausgegebenen Zeitschrift Die Schaubühne, für die Feuchtwanger von nun an schrieb. 1912 heiratete er die jüdische Kaufmannstochter Marta Löffler. Sie war bei der Hochzeit bereits schwanger. Die Tochter, das einzige Kind des Paares, starb wenige Monate nach einer schweren Geburt während der Hochzeitsreise in Italien an Typhus.
Nach Ausbruch des Ersten Weltkriegs wurde er im November 1914 als Ersatzreservist zum Militärdienst eingezogen, aus dem er aus gesundheitlichen Gründen einen Monat später entlassen wurde. Bereits 1918 entdeckte er das Talent des jungen Bertolt Brecht, mit dem ihn eine lebenslange Freundschaft verbinden sollte. Während der Novemberrevolution 1918/1919 war Feuchtwanger krank und daher unbeteiligt.
Nach einigen Erfolgen als Dramatiker verlagerte er seinen Schwerpunkt auf den historischen Roman. Am erfolgreichsten war Jud Süß (geschrieben 1921/1922, veröffentlicht 1925), der auch international bereits ab 1926 großen Anklang fand, nachdem Feuchtwanger lange in Deutschland vergeblich einen Verleger gesucht hatte. Die Thematik des Antisemitismus schien unpopulär. Sein zweiter großer Erfolg war Die häßliche Herzogin Margarete Maultasch. Aus beruflichen Gründen zog er 1925 nach Berlin, 1932 in eine große Villa am Grunewald. 1932 erschien der erste Teil der Josephus-Trilogie Der jüdische Krieg. Feuchtwanger sprach sich für den Kosmopolitismus aus und damit auch gegen einen jüdischen Nationalismus. Auch richtete er sich gegen den marxistischen Historischen Materialismus. Sein Interesse galt fortschrittlichen Intellektuellen als Wegbereitern der gesellschaftlichen Entwicklung.

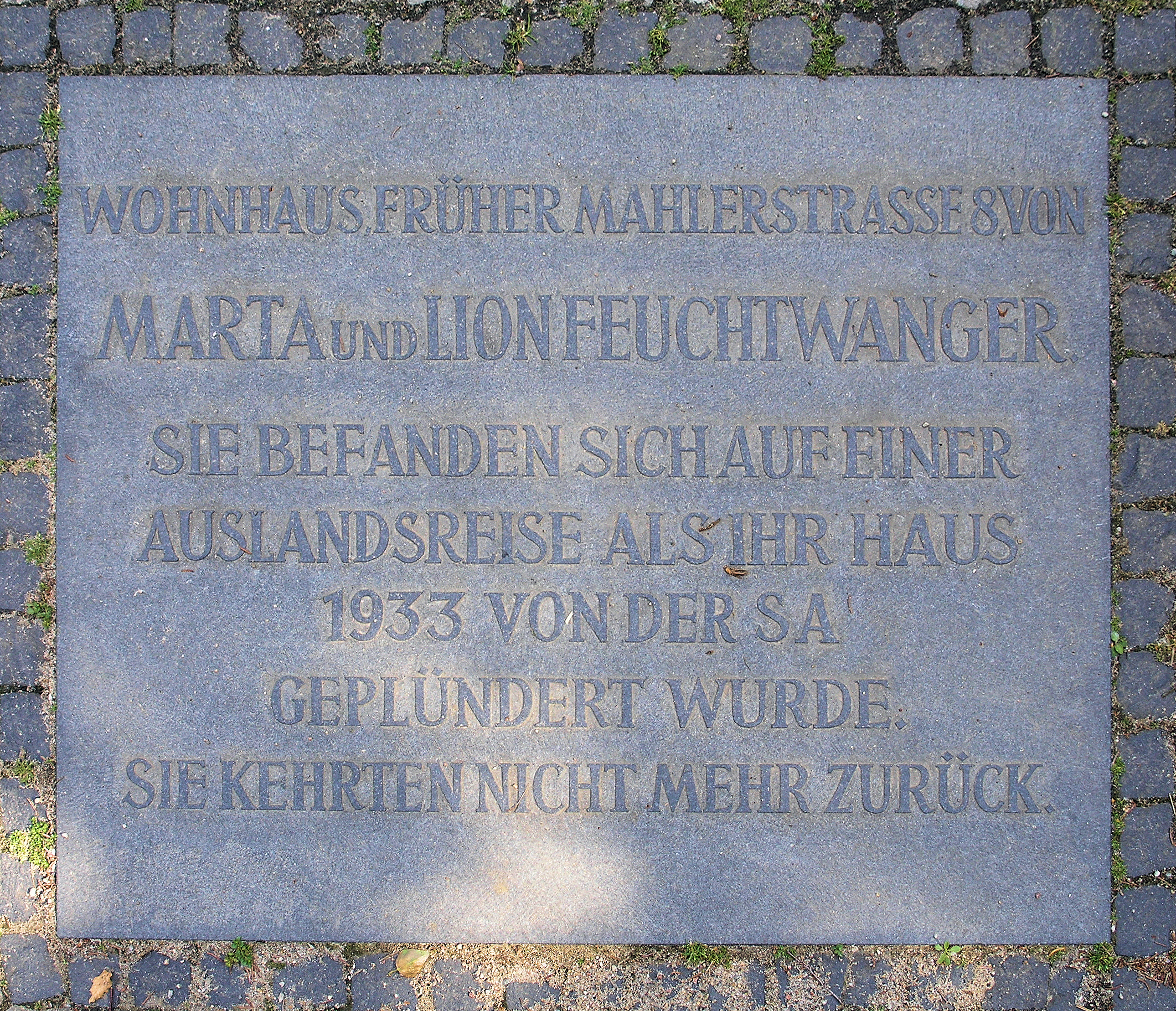
Gedenktafel vor dem Haus Regerstraße 8, in Berlin-Grunewald

Feuchtwanger erkannte sehr hellsichtig als einer der Ersten die Gefahren durch Hitler und die NSDAP. Bereits 1920 erschien in dem satirischen Text Gespräche mit dem Ewigen Juden als Vision, was später als Folge antisemitischen Rassenwahns Wirklichkeit wurde:

„Türme von hebräischen Büchern verbrannten, und Scheiterhaufen waren aufgerichtet, hoch bis in die Wolken, und Menschen verkohlten, zahllose, und Priesterstimmen sangen dazu: Gloria in excelsis Deo. Züge von Männern, Frauen, Kindern schleppten sich über den Platz, von allen Seiten; sie waren nackt oder in Lumpen, und sie hatten nichts mit sich als Leichen und die Fetzen von Bücherrollen, von zerrissenen, geschändeten, mit Kot besudelten Bücherrollen. Und ihnen folgten Männer im Kaftan und Frauen und Kinder in den Kleidern unserer Tage, zahllos, endlos.“

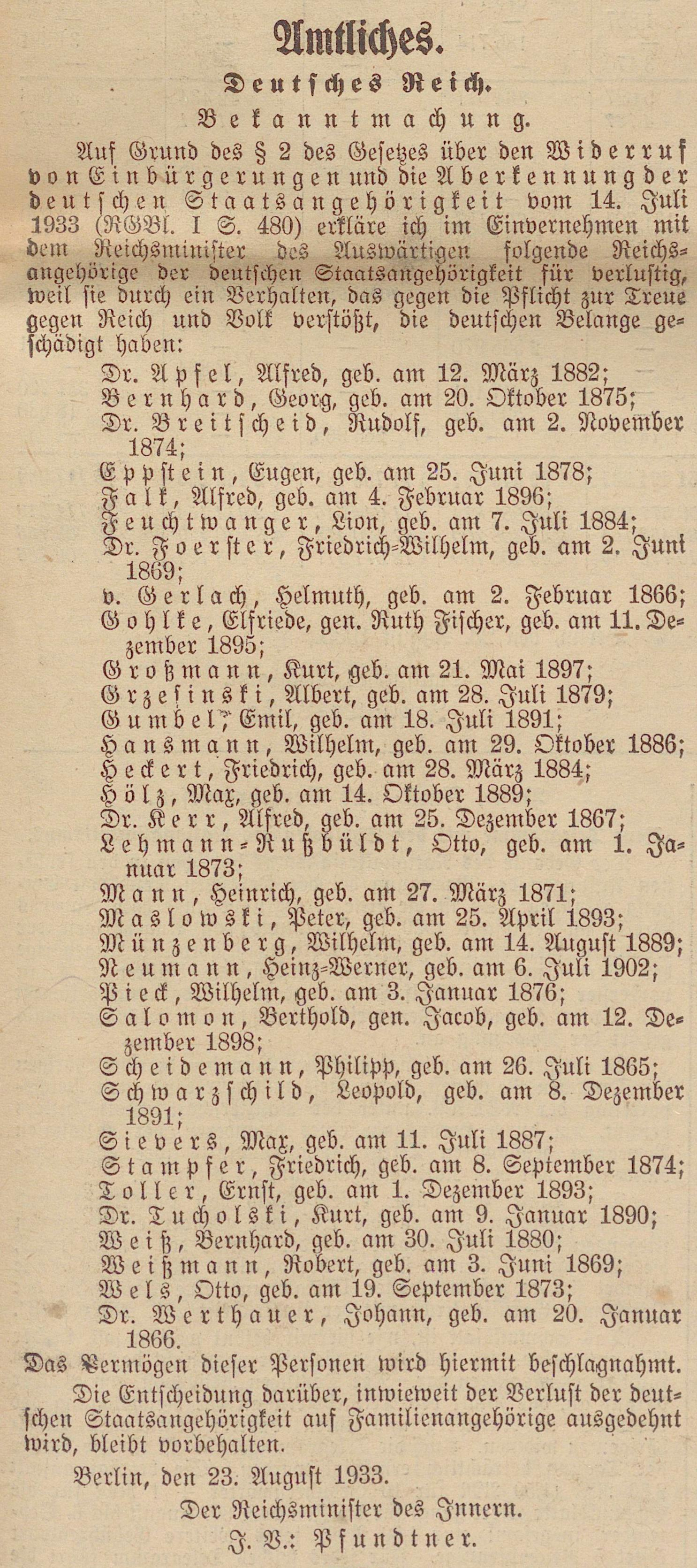
Feuchtwanger wurde bereits auf der ersten Ausbürgerungsliste vom 25. August 1933 nach der NS-Machtübernahme aufgelistet

Wesentlich genauer erscheinen die Figuren des „braunen Münchens“ der 1920er Jahre in dem 1930 erschienenen Schlüsselroman Erfolg, in dem Feuchtwanger in der Figur Rupert Kutzners ein leicht erkennbares Porträt Hitlers zeichnet.
Im November 1932 brach er zu Vorträgen nach London und in die USA auf. Die nationalsozialistische „Machtergreifung“ Ende Januar 1933 machte seine Rückkehr nach Deutschland unmöglich, denn Feuchtwanger galt den Nationalsozialisten als einer ihrer intellektuellen Hauptgegner. Seine Bücher wurden ein Opfer der Bücherverbrennung 1933. Sein Name tauchte in der am 25. August 1933 im Deutschen Reichsanzeiger veröffentlichten ersten Ausbürgerungsliste Hitlerdeutschlands auf. Eine literarische Frucht dieser Phase war der Roman Die Geschwister Oppermann.

### Exil in Frankreich

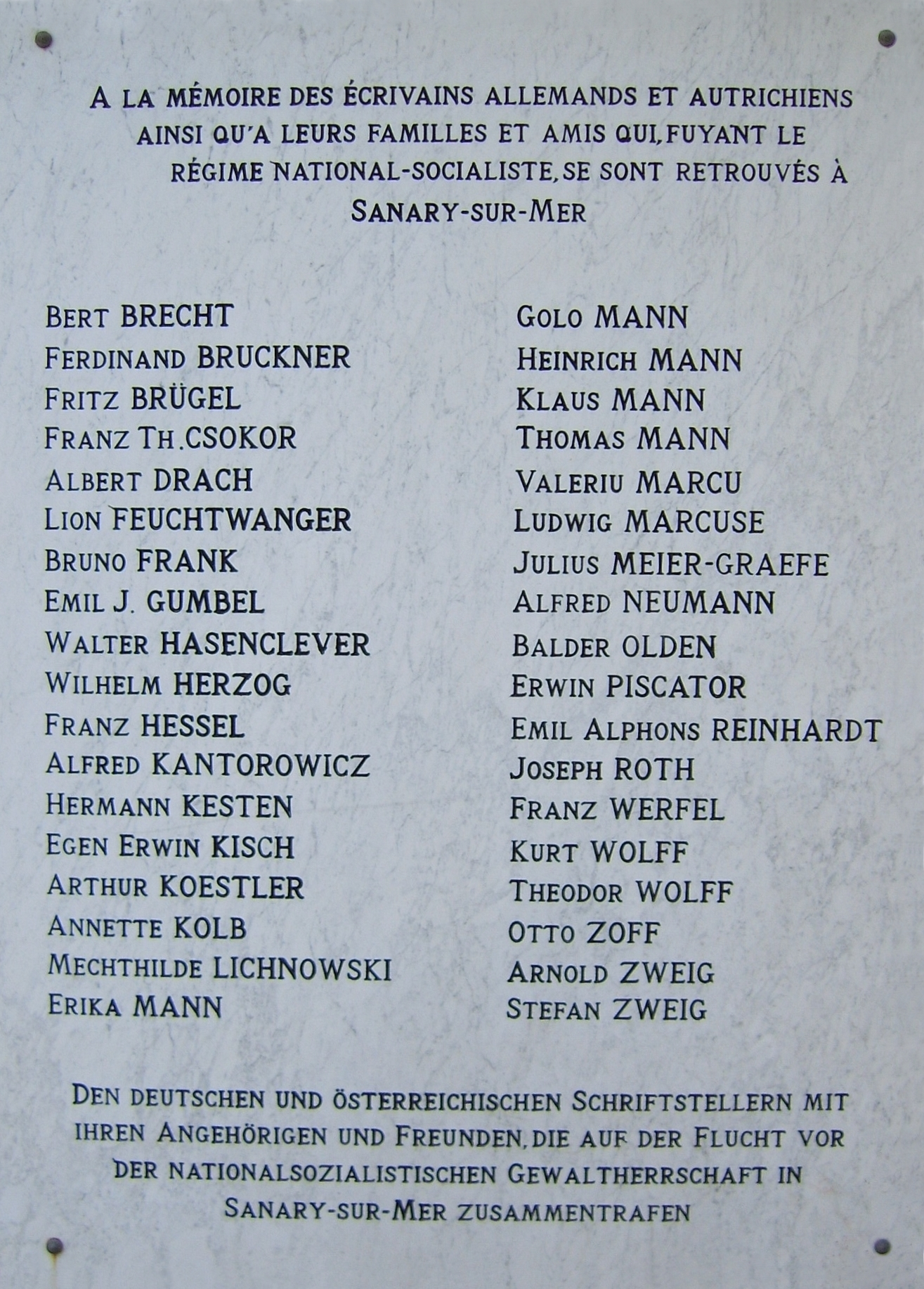
Gedenktafel für die deutschen und österreichischen Flüchtlinge in Sanary, unter ihnen Lion Feuchtwanger

Ab 1933, bereits in der Frühphase der NS-Diktatur, lebte Feuchtwanger mit seiner Frau in Sanary-sur-Mer, das maßgeblich Marta zu einem Zentrum des deutschsprachigen Exils in Südfrankreich gestaltete. Aufgrund der hohen Auflagen seiner Bücher, insbesondere im angelsächsischen Sprachraum, hatte er dort ein gutes Auskommen.
In dem Roman Exil, der kurz vor dem deutschen Angriff auf Frankreich erschien, schildert er das Leben Intellektueller im französischen Exil. Dabei spielt die Affäre um die mit Gewalt erfolgte Übernahme des Pariser Tageblatts durch einen Teil der Redaktion eine Rolle, die im Buch die „Pariser Nachrichten“ heißen. In diesem 1939 erschienenen Roman setzte er auch seiner zeitweiligen Geliebten und Freundin, der Malerin Eva Herrmann, ein „zweifelhaftes Denkmal […] in der Gestalt der Lea Chassefierre, einer ‚Halbjüdin‘, die seit vielen Jahren die Geliebte des Journalisten Erich Wiesener ist“. 1992 wurden im Nachlass seiner langjährigen Sekretärin Hilde Waldo Feuchtwangers Tagebücher von 1906 bis 1940 entdeckt. Die (für eine Veröffentlichung nicht vorgesehenen) Tagebücher sind für wissenschaftliche Zwecke im Feuchtwanger-Archiv der University of Southern California in Los Angeles einzusehen. Die Tagebücher hat schließlich der Aufbau-Verlag Berlin 2018 unter dem Titel Ein möglichst intensives Leben. Die Tagebücher veröffentlicht. Die zahlreichen Notizen Feuchtwangers betreffend seine sexuellen Aktivitäten wurden von den Herausgebern teilweise gekürzt. Michael Naumann fand in der Zeit dergleichen unergiebig und bedauerte, dass die Publikation nicht überhaupt unterlassen wurde.
Nach dem Beginn des deutschen Westfeldzugs im Mai 1940 musste sich Feuchtwanger wie viele andere Deutsche, die sich als „étranger indésirable“ (unerwünschter Ausländer) in Frankreich aufhielten, in das Internierungslager Les Milles begeben, wo er bereits bei Kriegsausbruch 1939 für wenige Wochen interniert worden war. Später wurden die Gefangenen von Les Milles aufgrund des Vorrückens der deutschen Truppen in ein provisorisches Zeltlager nahe Nîmes verlegt. Von dort wurde er – als Frau verkleidet – von Angestellten des amerikanischen Konsulats nach Marseille hinausgeschmuggelt.

### Reise nach Moskau
Enttäuscht von den Demokratien des Westens, die nach seiner Meinung entschieden gegen das nationalsozialistische Regime hätten Front machen müssen, setzte Feuchtwanger seine Hoffnungen auf die UdSSR. Als der ursprünglich mit der Sowjetunion sympathisierende André Gide 1936 nach einer Reise dorthin einen kritischen Bericht unter dem Titel Retour de l’U.R.S.S. („Zurück aus der Sowjetunion“) veröffentlichte und darin neben vielem anderen die Verfolgung missliebiger Kommunisten durch Stalin anprangerte, ließ Feuchtwanger sich von der Sowjetunion für eine Propagandaaktion einspannen und nach Moskau einladen.
Vom 1. Dezember 1936 bis 5. Februar 1937 wohnte er im luxuriösen Hotel „Metropol“ sowie zwei nahegelegenen Erholungsheimen. Ihn begleitete dabei seine Geliebte Eva Herrmann. Betreut wurde das Paar von seinem Verleger Artemi Chalatow. Da beide kein Russisch sprachen, waren sie in ihren Kontakten völlig von den Übersetzern abhängig, die der sowjetische Geheimdienst stellte. Diese versuchten auch, die Besucher politisch zu indoktrinieren. Seine Gastgeber versprachen ihm, einige seiner Werke zu verfilmen sowie eine vierzehnbändige Werkausgabe zu drucken.
Angesichts der für die sowjetische Seite negativen Erfahrungen mit Gide wurden Schriftsteller, die als nicht parteikonform galten, von Feuchtwanger ferngehalten, darunter Boris Pasternak und Boris Pilnjak. Seine Gastgeber irritierte, dass er sich in Gesprächen mit Außenminister Maxim Litwinow und Komintern-Chef Georgi Dimitroff kritisch über den ersten Moskauer Schauprozess äußerte. Dieser habe die Sowjetunion „zwei Drittel ihrer Anhänger“ im Ausland gekostet. Doch sicherte er zu, seine Kritik daran sowie an der fehlenden Pressefreiheit nicht im Westen zu publizieren, da die Sowjetunion nicht geschwächt werden dürfe. In dieser im sowjetischen Interesse liegenden Haltung bestärkte ihn auch die nach Moskau emigrierte deutsche Schriftstellerin Maria Osten.
Am 7. Januar 1937 empfing ihn Stalin wie einen Staatsgast im Kreml und gewährte ihm ein Interview; Aussagen daraus flossen in sein Stalin lobpreisendes Buch Moskau 1937 ein. Darin hielt Feuchtwanger auch fest, dass Stalin ihn von der Schuld der Angeklagten der Schauprozesse überzeugt habe. In der zweiten Januarhälfte 1937 saß er mehrmals während des zweiten Schauprozesses auf der Zuschauertribüne. Er schrieb zwei Artikel für die sowjetische Presse, in denen er die Schauprozesse verteidigte, und einen weiteren, in dem er André Gide attackierte. Die von mehreren Historikern früher vertretene These, Feuchtwanger habe sich bei Stalin für Karl Radek eingesetzt, einen der Hauptangeklagten des zweiten Schauprozesses, konnte allerdings durch sowjetische Akten nicht belegt werden.
Nach seiner Rückkehr nach Sanary-sur-Mer begann Feuchtwanger mit der Niederschrift seines Buchs Moskau 1937. Da die sowjetische Führung befürchtete, er könne darin, ähnlich wie zuvor Gide, kritische Töne anschlagen, wurde der Prawda-Reporter Michail Kolzow, der auf dem Weg in den Spanischen Bürgerkrieg war, angewiesen, Feuchtwanger aufzusuchen. Kolzow überzeugte ihn, positive Passagen über Leo Trotzki sowie die zitierten kritischen Anmerkungen Lenins über Stalin aus dem Manuskript zu streichen. Im selben Jahr erschien eine russische Ausgabe in einer Auflage von 200.000 Stück, Stalin persönlich redigierte das Vorwort. Feuchtwangers Verleger Artemi Chalatow wurde noch 1937 verhaftet und im folgenden Jahr exekutiert.
Das Buch stieß auf Empörung in den Kreisen der deutschsprachigen Schriftsteller, die ebenfalls vor dem NS-Regime in die Emigration geflohen waren. U. a. Arnold Zweig, Franz Werfel und Bruno Frank äußerten sich kritisch darüber. Im Rahmen der von Andrei Schdanow vorangetriebenen antisemitischen Kampagnen nach dem Zweiten Weltkrieg wurden die Bücher Feuchtwangers bis zum politischen Tauwetter nach 1956 aus sowjetischen Bibliotheken verbannt. Auch nach der Geheimrede Nikita Chruschtschows über Stalins Verbrechen auf dem XX. Parteitag der KPdSU im Februar 1956 ließ sich Feuchtwanger nicht von seinen Lobpreisungen des sowjetischen Regimes abbringen.

### Emigration in die USA
Mit Unterstützung von Varian Fry konnte Feuchtwanger nach Monaten des Wartens in Marseille mit seiner Frau unter abenteuerlichen Umständen über Spanien und Portugal in die USA fliehen. Ab 1941 lebte er bis zu seinem Tod in Kalifornien, ab November 1943 in der komfortablen Villa Aurora. Auch durch die Einkünfte durch Filmrechte konnte er sich diesen Lebensstil mit einer großen Bibliothek leisten. Feuchtwanger war 1944 Mitbegründer des Aurora-Verlages in New York.
In der McCarthy-Ära nach dem Krieg wurde er als Linksintellektueller argwöhnisch von den US-Behörden beobachtet. 1947 (also Jahre vor Arthur Millers Drama Hexenjagd von 1953) schrieb er ein Theaterstück über die Hexenprozesse von Salem: Wahn oder Der Teufel in Boston, das 1949 in Deutschland uraufgeführt und 1953 in der Übersetzung von June Barrows Mussey (The Devil in Boston) in Los Angeles und New York aufgeführt wurde. An seinem Lebensende befasste er sich wieder mit jüdischen Themen (Die Jüdin von Toledo) und befürwortete einen jüdischen Staat als Zufluchtsstätte.
Durch die Werke aus seiner Zeit in Frankreich und den USA zählt Feuchtwanger zu den großen Schriftstellern der Exilliteratur. 1953 erhielt er den Nationalpreis der DDR 1. Klasse für Kunst und Literatur. Dort wurde er im Allgemeinen als Antifaschist angesehen und wegen seiner Sympathien für den Kommunismus in Ehren gehalten.
Lion Feuchtwanger erkrankte 1957 an Magenkrebs. Nach mehreren Operationen starb er Ende 1958 an inneren Blutungen. Er ist auf dem Woodlawn Cemetery in Santa Monica beerdigt.

## Lion-Feuchtwanger-Preis
Der Lion-Feuchtwanger-Preis wird seit 1971 für historische Prosa vergeben.

## Werke

### Romane und Erzählungen
- Die Einsamen. Zwei Skizzen, 1903.
- Karneval von Ferrara. 1908.
- Der tönerne Gott. 1910.

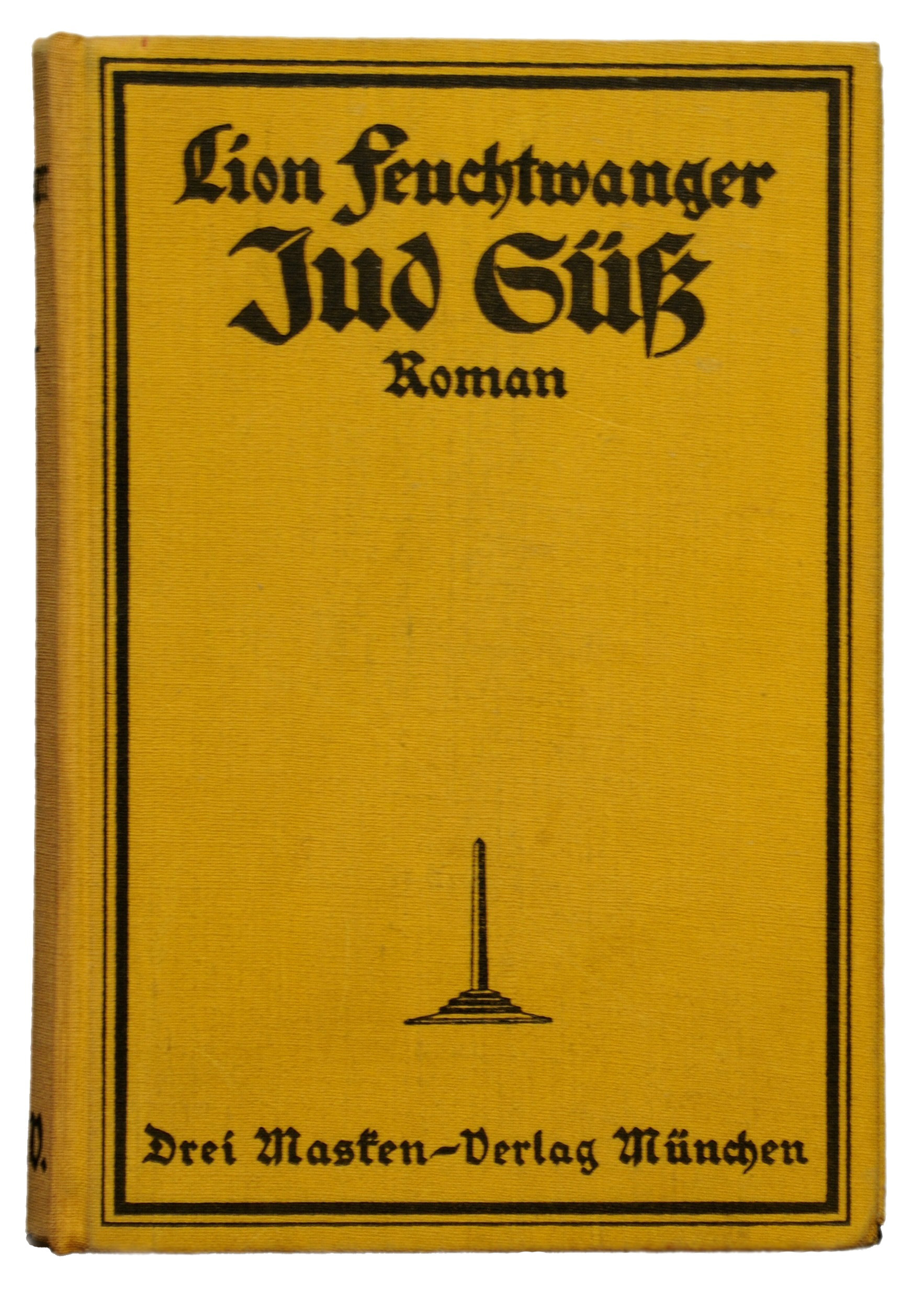
Verlagseinband des Erstdrucks von Jud Süß, 1925

- Thomas Wendt. 1920. Georg Müller Verlag, München.
- Jud Süß. EA 1925. Drei Masken-Verlag München (Entstehung 1921/1922).
- Die häßliche Herzogin. EA 1923 (Rücken grün). Volksverband der Bücherfreunde.
  - Neuausgabe für die DDR: Die häßliche Herzogin Margarete Maultasch. Aufbau-Verlag, Berlin 1956.
  - Neuausgabe: Die hässliche Herzogin. Margarete Maultasch. Aufbau Taschenbuch Verlag, Berlin 1994, ISBN 3-7466-5005-4.
- Wartesaal-Trilogie. Romane über das Aufkommen des Nationalsozialismus und die Reaktionen darauf.
  - Erfolg, EA 1930, Gustav Kiepenheuer Verlag, Berlin (2 Bände).
  - Die Geschwister Oppenheim, Querido Verlag, Amsterdam 1933 (Exilverlag), nach 1935 unter dem Titel Die Geschwister Oppermann.
  - Exil. Querido Verlag, Amsterdam 1939 (Exilverlag).
- Josephus-Trilogie. Romane über den jüdischen Geschichtsschreiber Flavius Josephus.
  - Erstausgabe:
    - Der jüdische Krieg. Propyläen-Verlag, Berlin 1932.
    - Die Söhne. Querido Verlag, Amsterdam 1935 (Exilverlag).
    - Der Tag wird kommen. Bermann-Fischer Verlag, Stockholm 1945 (Exilverlag).

  - Einbändige Ausgabe: Der jüdische Krieg. Der Tag wird kommen. Die Söhne (Josephus Trilogie). Aufbau-Verlag Berlin und Weimar GmbH, 1998, 2. Auflage, ISBN 3-351-01755-3.
  - Neuauflage: Fischer Taschenbuch Verlag, Frankfurt am Main 1982, ISBN 3-596-25707-7.
- Der falsche Nero. Querido Verlag, Amsterdam 1936 (Exilverlag), dt. EA 1947 Aufbau-Verlag Berlin.
- Die Brüder Lautensack. 1943.
- Die Gesichte der Simone. 1942/1943, Drama, gemeinsam von Feuchtwanger mit Bertolt Brecht. Die fünfzehnjährige Simone Planchard identifiziert sich träumend mit Jeanne d’Arc und verübt 1940 kurz vor dem Einmarsch der Deutschen in ihre Stadt einen Anschlag. Feuchtwanger schrieb den Stoff alleine 1944 zu dem Roman Simone um.
- Waffen für Amerika, 2 Bände, Querido Verlag, Amsterdam 1947/1948.
  - Einbändige Ausgabe: Die Füchse im Weinberg. Aufbau-Verlag Berlin 1952.
  - Taschenbuch: Die Füchse im Weinberg. Fischer, Frankfurt am Main 1983 (Lizenzausgabe des Aufbau-Verlags).
    - Erster Teil: Waffen für Amerika. 1983, ISBN 3-596-22545-0.
    - Zweiter Teil: Die Allianz. ISBN 3-596-22546-9.
    - Dritter Teil: Der Preis. ISBN 3-596-22547-7.
- Venedig (Texas) und vierzehn andere Erzählungen. Aurora-Verlag, New York 1946 (Auflage 4000).
  - in Deutschland zuerst veröffentlicht unter: Panzerkreuzer Potemkin und andere Erzählungen. Reclam, Leipzig 1954.
- Goya oder der arge Weg der Erkenntnis, EA 1951, Neuer Verlag Stockholm (Exilverlag, ab 1952: Frankfurter Verlagsanstalt).
- Odysseus und die Schweine und vierzehn andere Erzählungen. 1950.
- Narrenweisheit oder Tod und Verklärung des Jean-Jacques Rousseau, EA 1952, Frankfurter Verlagsanstalt (in rotem Leinen), ab 1953 auch im Aufbau-Verlag Berlin, in Westdeutschland ab Herbst 1955 im Rowohlt Verlag Hamburg.
- Die Jüdin von Toledo, EA 1955 Aufbau-Verlag Berlin mit Nachwort des Autors (ab 1955 auch bei Rowohlt Verlag Hamburg unter dem Titel „Spanische Ballade“ ohne Nachwort des Autors).
- Jefta und seine Tochter, EA 1957 im Aufbau-Verlag Berlin, dann auch ab 1957 im Rowohlt Verlag Hamburg.

### Lyrik
- Pep – J. L. Wetcheeks amerikanisches Liederbuch. Potsdam 1928. Ironische Auseinandersetzung mit dem amerikanischen Glauben an die Kraft des Kapitals. Aufbau-Verlag, Berlin, 1957

### Autobiografische Schriften

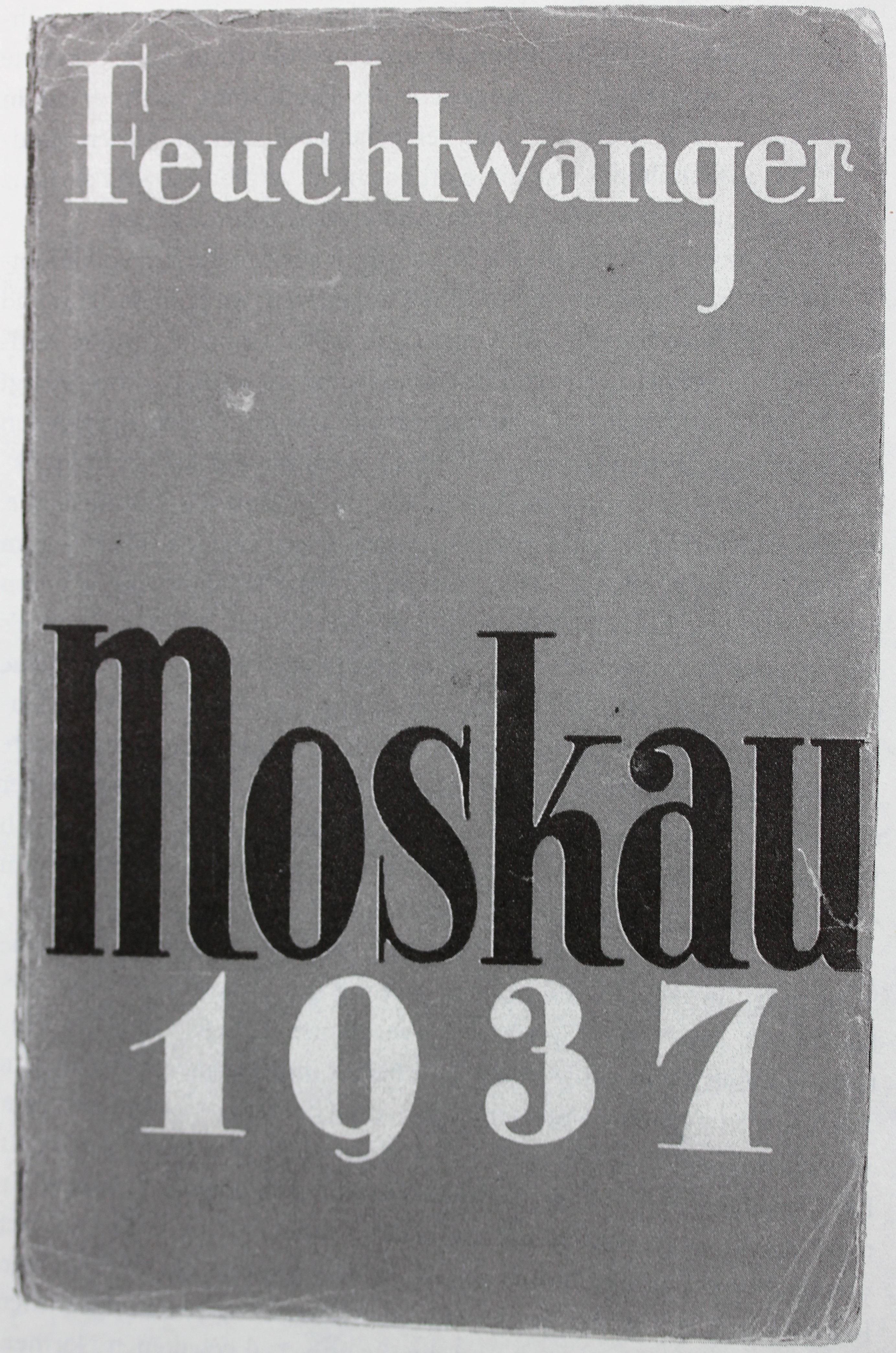
Cover von Feuchtwangers Moskau 1937

- Moskau 1937: Ein Reisebericht für meine Freunde. Querido Verlag, Amsterdam 1937. – Es ist Feuchtwangers Niederschrift seiner Propaganda-Aktion gegen den Reisebericht André Gides. Das Buch wurde nach 1945 praktisch nicht mehr aufgelegt. Erst 57 Jahre nach der Erstausgabe erschien dieses Buch 1993 wieder in einer Ausgabe im Aufbau Verlag, ISBN 3-7466-0168-1. Dazu veröffentlichte Peter Walther am 21. Juni 1993 eine Würdigung in der TAZ:[25]

- Unholdes Frankreich, 1942 (später „Der Teufel in Frankreich“), ISBN 3-7466-5018-6, beschreibt Feuchtwangers Erlebnisse in Frankreich 1940 im französischen Internierungslager Les Milles, während die deutsche Front sich auf das Lager zubewegt.
  - als Fischer-Taschenbuch, mit einem Nachwort von Marta Feuchtwanger, Der Teufel in Frankreich. S. Fischer Verlag, Frankfurt am Main 1986, ISBN 3-596-25918-5.
- Ein möglichst intensives Leben. Die Tagebücher. Tagebücher 1906–1940. Aufbau-Verlag, Berlin 2018, ISBN 978-3-351-03726-0.

### Erzählungen
- Panzerkreuzer Potemkin. Aufbau Verlag (DDR), 1946, veröffentlicht in der Bundesrepublik 1985 im Fischer Taschenbuch Verlag, ISBN 3-596-25834-0. Enthält verschiedene Erzählungen, darunter auch „Venedig (Texas)“.

### Theaterstücke

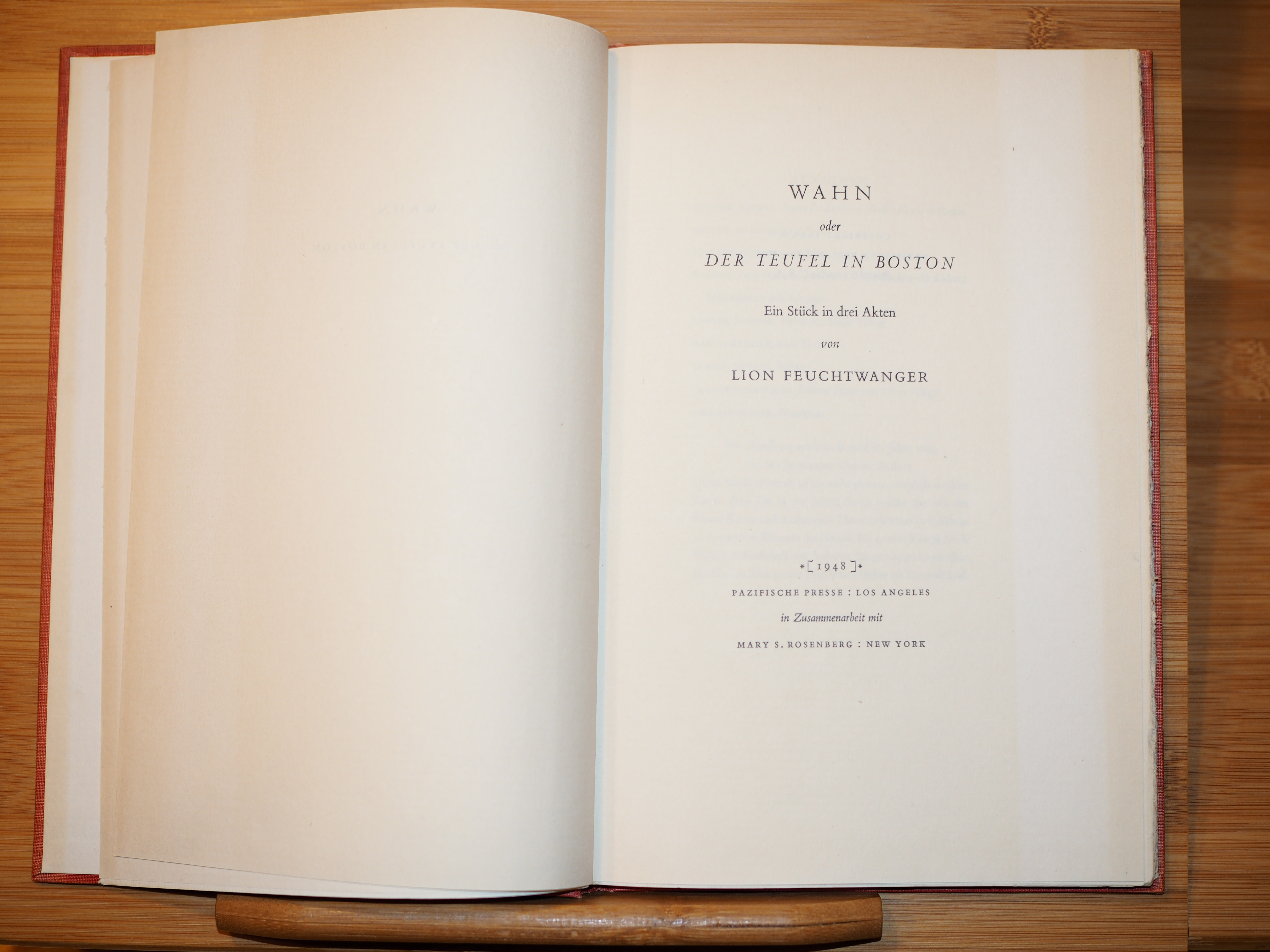
Wahn oder der Teufel von Boston. Deckblatt der Erstausgabe des Dramas „WAHN oder Der Teufel von Boston“ ein Stück in drei Akten, von Lion Feuchtwanger. Erschienen bei „Pazifische Presse – Los Angeles“. 1948.

- Kleine Dramen (Joel; König Saul; Das Weib des Urias; Der arme Heinrich; Donna Bianca; Die Braut von Korinth) 1905–1906.
- Der Fetisch. Schauspiel in fünf Akten, 1906.
- Julia Farnese. Ein Trauerspiel in drei Akten, 1915.
- Warren Hastings. Schauspiel in vier Akten und einem Vorspiel, 1915.
- Vasantasena. Schauspiel in drei Akten, einem Vorwort und einem Prolog, 1916 (nach einer altindischen Vorlage).
- Der König und die Tänzerin. Schauspiel in vier Akten, einem Vorwort und einem Prolog, 1917 (nach einer altindischen Vorlage).
- Jud Süß. Schauspiel in drei Akten, 1918.
- Die Kriegsgefangenen. Ein Schauspiel in fünf Akten, 1918.
- Thomas Wendt. Ein dramatischer Roman, 1918–1919.
- Der holländische Kaufmann. Ein Schauspiel, 1920.
- Der Amerikaner oder die entzauberte Stadt. Eine melancholische Komödie in vier Akten, 1921.
- Die Petroleuminsel. Ein Stück in drei Akten, 1923.
- Wird Hill amnestiert? Komödie in vier Akten, 1923.
- Zusammen mit Bertolt Brecht:
  - Leben Eduards des Zweiten von England. Historie nach Marlowe, 1924.
  - Kalkutta 4. Mai. Drei Akte Kolonialgeschichte, 1925, Überarbeitung des Warren Hastings.
  - Die Gesichte der Simone Machard. 1941–1943.
- Wahn oder Der Teufel von Boston. Ein Stück in drei Akten (1948). Premiere Frankfurt am Main 1949, in englischer Übersetzung („The Devil in Boston“) Los Angeles 1953.

### Sonstige Schriften und Sammlungen
- Heinrich Heines Rabbi von Bacherach. Mit Heines Erzählfragment. Eine kritische Studie. Dissertation an der Universität München 1907; Neuausgabe S. Fischer, Frankfurt am Main 1985, ISBN 3-596-25868-5.
- Ein Buch nur für meine Freunde. Aufbau, Berlin 1956. Neuausgabe: Fischer Taschenbuch Verlag, Frankfurt am Main 1984, ISBN 3-596-25823-5. Sammlung von etwa 100 verstreut veröffentlichten kleineren Werken Feuchtwangers (Studien, Theaterkritiken, Literaturgeschichtliches, Autobiografisches, Erzählungen)
- Das Haus der Desdemona. Größe und Grenzen der historischen Dichtung. Greifenverlag, Rudolstadt 1961 (aus dem Nachlass)
- Harold von Hofe (Hrsg.): Briefwechsel 1933–1958: Arnold Zweig – Lion Feuchtwanger. 2 Bände, Aufbau, Berlin 1984. Taschenbuch: Fischer Taschenbuch Verlag, Frankfurt am Main 1986, ISBN 3-596-25783-2 (Band 1) und ISBN 3-596-25784-0 (Band 2).
- Harold von Hofe, Sigrid Washburn (Hrsg.): Briefwechsel mit Freunden 1933–1958. 2 Bände, Aufbau, Berlin 1991, ISBN 3-351-01665-4.
- Nortrud Gomringer (Hrsg.): Lion Feuchtwanger, Briefe an Eva van Hoboken. Edition Splitter, Wien 1996, ISBN 3-901190-26-0.
- Bin ich deutscher oder jüdischer Schriftsteller? : Betrachtungen eines Kosmopoliten : mit bislang unveröffentlichten Texten, herausgegeben von Nele Holdack, Marje Schuetze-Coburn und Michaela Ullmann, Berlin : Aufbau, 2023, ISBN 978-3-351-03959-2

### Werkausgabe
Gesammelte Werke in Einzelausgaben. Aufbau, Berlin 1959–1989
- Band 1: Die häßliche Herzogin Margarete Maultasch. Jud Süß.
- Band 2: Der jüdische Krieg.
- Band 3: Die Söhne.
- Band 4: Der Tag wird kommen.
- Band 5: Der falsche Nero.
- Band 6: Die Füchse im Weinberg.
- Band 7: Goya oder der arge Weg der Erkenntnis.
- Band 8: Narrenweisheit oder Tod und Verklärung des Jean-Jacques Rousseau.
- Band 9: Die Jüdin von Toledo. Jefta und seine Tochter.
- Band 10: Erfolg – drei Jahre Geschichte einer Provinz.
- Band 11: Die Geschwister Oppermann.
- Band 12: Exil.
- Band 13: Die Brüder Lautensack. Simone.
- Band 14: Erzählungen. Pep – J. L. Wetcheeks amerikanisches Liederbuch.
- Band 15: Dramen 1.
- Band 16: Dramen 2.

## Verfilmungen seiner Werke
- 1934 – Jud Süß (1934) – Regie: Lothar Mendes (mit Conrad Veidt)
- 1939 – Semya Oppengeym[26] – Regie: Grigori Roschal
- 1965 – Wahn oder Der Teufel in Boston – Regie: Gerhard Klingenberg. Mit Werner Hinz, Cornelia Froboess
- 1971 – Goya oder der arge Weg der Erkenntnis – Regie: Konrad Wolf
- 1973 – Die Brüder Lautensack – Regie: Hans-Joachim Kasprzik
- 1976 – Waffen für Amerika – Regie: Heinz Schirk
- 1981 – Exil – Regie: Egon Günther (mit Klaus Löwitsch und Vadim Glowna)
- 1983 – Die Geschwister Oppermann – Regie: Egon Monk (mit Wolfgang Kieling und Rosel Zech)
- 1991 – Erfolg – Regie: Franz Seitz (mit Bruno Ganz)
- 2006 – Goyas Geister: Filmdrama von Miloš Forman

## Hörbücher und Hörspiele
- 1957: Wahn oder Der Teufel in Boston – Regie: Wolfgang Heinz (Hörspiel – Rundfunk der DDR)
- 1981: Jud Süß – Regie: Hartmut Kirste (Hörspiel – Südwestfunk und Saarländischer Rundfunk) – Komposition: Peter Zwetkoff, Sprecher: Axel Corti, Hubert Suschka, Hans Korte, Ingeborg Lapsien, Else Brückner-Rüggeberg, Nina Hoger, Sabine Wackernagel u. a. 473 Min. Der Audio Verlag, 2006, ISBN 3-89813-572-1 (6 CDs).
- 1983: Erfolg – Regie: Werner Grunow (Hörspiel – Rundfunk der DDR)
- 1984: Erfolg – Regie: Hartmut Kirste (Hörspiel – Südwestfunk und Bayerischer Rundfunk) – Komposition: Peter Zwetkoff, Sprecher: Axel Corti, Hannelore Elsner, Walter Andreas Schwarz, Hans Putz, Renate Grosser u. a. 356 Min. Der Audio Verlag, 2008, ISBN 978-3-89813-752-2 (5 CDs).
- 2001: Erfolg (Lesung mit Musik). Sprecher: Jörg Hube. Der Audio Verlag, 2001, ISBN 3-89813-132-7.
- 2008: Erfolg (Lesung). Sprecher: Percy Adlon. Der Audio Verlag, 2008, ISBN 978-3-89813-805-5.
- 2008: Die Geschwister Oppermann (Lesung). Sprecher: Michael Degen. Der Audio Verlag, 2008, ISBN 978-3-89813-804-8.
- 2015: Exil (Lesung). Sprecher: Axel Milberg. Der Audio Verlag, 2015, ISBN 978-3-86231-511-6.[27]

## Ehrungen
Nach ihm ist das Lion-Feuchtwanger-Gymnasium München benannt.
Am 7. Juli 2024 wurde im Münchner Stadtteil Lehel, an der Kreuzung Thiersch-/Liebherrstraße, ein Platz nach Lion Feuchtwanger benannt. Er befindet sich gegenüber dem Geburtshaus und grenzt an die Thierschstraße 14, wo Lion und Marta Feuchtwanger von 1915 bis 1917 lebten.

## Darstellung in der bildenden Kunst (Auswahl) und Literatur
- Benedikt Fred Dolbin: Lion Feuchtwanger (Zeichnung)
- Emil Stumpp: Lion Feuchtwanger (Kreide-Lithografie, 1931)[29]
- Lion Feuchtwanger ist eine Figur in Robert Cohens Roman Exil der frechen Frauen.